# Edward Rumsey

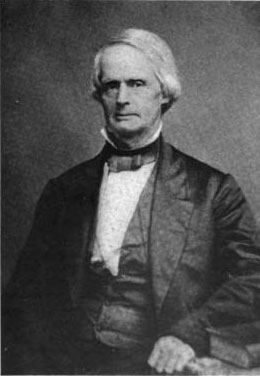
Edward Rumsey

Edward Rumsey  (* 5. November 1796 im Botetourt County, Virginia; † 6. April 1868 in Greenville, Kentucky) war ein US-amerikanischer Politiker. Zwischen 1837 und 1839 vertrat er den Bundesstaat Kentucky im US-Repräsentantenhaus.

## Werdegang
Noch als Kind kam Edward Rumsey mit seinen Eltern in das Christian County in Kentucky, wo er die Schulen in Hopkinsville besuchte. Anschließend zog er nach Greenville. Nach einem anschließenden Jurastudium und seiner Zulassung als Rechtsanwalt begann er dort in seinem Beruf zu arbeiten. Außerdem bekleidete er einige lokale Ämter. Im Jahr 1822 wurde er in das Repräsentantenhaus von Kentucky gewählt.
In den 1830er Jahren wurde Rumsey Mitglied der Whig Party. Bei den Kongresswahlen des Jahres 1836 wurde er im zweiten Wahlbezirk von Kentucky in das US-Repräsentantenhaus in Washington, D.C. gewählt, wo er am 4. März 1837 die Nachfolge von Albert Gallatin Hawes antrat. Bis zum 3. März 1839 konnte er eine Legislaturperiode im Kongress verbringen. Während dieser Zeit verstarben seine beiden einzigen Kinder an Scharlach. Dieser Verlust war auch ein Grund dafür, dass er 1838 nicht mehr kandidierte.
Nach dem Ende seiner Zeit im US-Repräsentantenhaus praktizierte Rumsey wieder als Anwalt. Er starb am 6. April 1868. Edward Rumsey war seit dem 5. Januar 1832 mit Jane Merrihew Wing verheiratet. Aus dieser Ehe stammten die zwei erwähnten Kinder.